# Voiture historique du LEB
Une voiture historique du LEB est une voiture de chemin de fer utilisée par la compagnie du chemin de fer Lausanne-Échallens-Bercher pour l'exploitation en service commercial ordinaire de sa ligne lorsque celle-ci n'était pas encore électrifiée, c'est-à-dire avant 1935.

## A 1-3
Cette série de trois voitures de première classe construites entre 1865 et 1868 par Chevalier, Cheylus & Cie à Paris fait partie du matériel d'origine du L-E. Elles offrent chacune 14 places assises. Depuis leur mise en service jusqu'en 1871, elles roulent sur la ligne du chemin de fer du Mont-Cenis et portaient les numéros 4 à 6. Après leur achat par le L-E, elles sont transformées pour rouler sur la voie métrique et sont mises en service par la compagnie en 1873.
En 1893, elles sont renumérotées en A 2-4.
En 1913, après que le LEB ait décidé d'abandonner le service en 1re classe, elles sont reclassées en B 2-4.
En 1919, les voitures nos 2 et 4 sont retirées du service. Elles servent de bases aux wagons plats O 74 et 73 construits en 1932.
En 1936, la B 3 est retirée du service et démolie. Son châssis est conservé et sert, en 1943, à la construction du wagon O 72II.

## AA 1
Cette voiture de première classe est construite en 1868 comme voiture-salon par Chevalier, Cheylus & Cie à Paris pour l'impératrice Eugénie de Montijo. De 1868 à 1871, elle est en service sur la ligne du chemin de fer du Mont-Cenis. Elle comporte alors une plateforme d'accès avec une porte d'un côté de la voiture et de l'autre une rotonde vitrée. Achetée par le L-E, elle est transformée. Elle offre 28 places assises réparties en deux compartiments de 14 places. Elle est mise en service en 1873 sur la ligne Lausanne – Échallens. En 1875-76, l'essieu médian est supprimé, amenant sa tare à 5,1 t.
En 1885, elle est transformée en voiture mixte AB 1 offrant 10 places de première classe et 14 de deuxième classe.
En 1907, elle est envoyée à Schlieren où la SWS la transforme en B 5. Le châssis de l'AB 1 est conservé et la caisse changée.
En 1913, elle est reclassée en C 5.
En 1936, son châssis est remplacé par celui du fourgon F 26. Il ne reste alors rien de la voiture d'origine. Le châssis est néanmoins conservé et, en 1942, est utilisé pour le wagon M 95.
En 1951, la voiture est transformée en fourgon F 28.

## B 1-5
Voir chemin de fer Lausanne-Échallens B 1–5. L'une d'entre elles, la B 5, est conservée en état de marche par le chemin de fer-musée Blonay-Chamby (BC).

## BB 1-5
Cette série de cinq voitures longues de deuxième classe construites en 1868 par Chevalier, Cheylus & Cie à Paris fait partie du matériel d'origine du L-E. À l'origine ce sont une voiture de première classe AA 2, deux voitures de deuxième classe BB 1 et 2 et deux fourgons longs DD 1 et 2. Ils sont tous en circulation sur la ligne du chemin de fer du Mont-Cenis jusqu'en 1871 avant d'être racheté par le L-E. Adaptés à la voie métrique elles sont mises en service tel quel en 1873.
En 1875, la voiture AA 2 est transformée en BB 3 par la Fabrique de Fribourg. Son troisième essieu est supprimé.
En 1876, Lapierre & Michot à Lausanne transforment les deux fourgons DD 1 et 2 en voitures BB 4 et 5. Ils gardent les châssis des fourgons dont ils retirent à chacun leur troisième essieu et posent dessus des caisses neuves.
Les cinq voitures comportent deux compartiments de 16 places assises, offrant donc chacune 32 places assises. En 1893, elles sont renumérotées B 6-10. La même année, la no 6 est envoyée chez SIG pour changer la caisse par une neuve. La même opération est effectuée en 1899 pour la no 8.
En 1913, elles sont reclassées en voitures de troisième classe C 7-10 à l'exception de la no 8 qui reste une voiture de deuxième classe.
Vétustes, la C 7 est démolie en 1914 et la C 10 en 1915.
En 1929, la C 9 est vendue au VZ qui la transforme en wagon X 201 pour l'entretien de la ligne de contact. Elle est démolie en 1982.

## B 6, 8
Ces deux voitures de deuxième classe sont construites par SIG en 1894 et 1899, respectivement, sur des châssis d'anciens wagons du Mont-Cenis. Ce sont les deux premières voitures à ne pas être du matériel d'origine mis en service en 1873. Elles offrent chacune 32 places assises.
En 1913, elles sont reclassées en C 6 et 8 et serviront bien encore après l'électrification de la ligne. En 1951, la C 6 est transformée en M 97 et la C 8 en Zi 93.

## C 11-16
Cette série de six voitures de troisième classe est construite en deux fois par SIG. Les voitures nos 11 à 13 sont produites en 1908 et les nos 14 à 16 en 1914. Les voitures 11 à 13 sont mises en service comme voitures de deuxième classe et sont reclassée en troisième classe en 1913. Elles offrent 40 places assises. Ces voitures servent encore plusieurs années après l'électrification.
En 1951, la C 16 et renumérotée C 10.
En 1956, après le passage au système à deux classes par les compagnies de chemin de fer européennes, elles deviennent des voitures de deuxième classe B 10 à 15. La même année la B 14 est démolie. L'année suivante, c'est la B 15 qui est démolie.
En 1964, les B2 11 et 13 sont retirées du service. Elles sont démolies en 1967. La même année, ce sont les deux dernières voitures de la série B2 10 et B2 12 qui sont retirées du service.
En 1977 la B2 10 et la B2 12 sont remises en état pour le service de loisirs Belle Époque à vapeur.

## C 11II
Cette voiture de 48 places assises est construite en 1916 par SIG et est mise en service sur la ligne du chemin de fer Biel–Täuffelen–Ins. Elle est acquise par le LEB en 1978 spécialement pour le service de loisirs Belle Époque à vapeur. Elle n'a donc jamais circulé sur la ligne Lausanne – Bercher avant l'électrification.